# Tiberio Crispo
Tiberio Crispo (Roma, 31 de enero de 1498 - Sutri, 6 de octubre de 1566) fue un cardenal nepote que el papa Paulo III elevó al cardenalato el 19 de diciembre de 1544. Obispo de Sessa Aurunca (1565-1566). También conocido como Tiberio Crispi.
Sus padres fueron el mercader Giovanni Battista Crispo (1501) y Silvia Ruffini, quienes tuvieron otros dos hijos. Silvia posiblemente, ya en vida de su esposo, era amante de Alejandro Farnesio de quien tuvo otros cuatro hijos, Costanza, Ranuccio, Pier Luigi y Paolo, nacidos mucho antes de la elección de Alejandro Farnesio como papa.
Al igual que otros cardenales nepotes, Crispo obtuvo el cargo de castellano del Castillo de Sant'Angelo. Crispo ejerció de diácono de Sant'Agata de' Goti de 1545 a 1551 y continuó ejerciendo la diaconía pro illa vice hasta 1562.
Como legado papal en Perugia, Crispo se convirtió en la «fuerza impulsora de la renovación arquitectónica de la ciudad.»  Por ejemplo, en 1547 encomendó a Galeazzo Alessi la construcción de Santa Maria del Popolo, para sustituir una iglesia demolida por la construcción de la Via Nuova. También encomendó un palacio en Orvieto que lleva su nombre, el Palazzo di Tiberio Crispo (también conocido como Palazzo Crispo Marsciano), proyectado por Antonio da Sangallo, el Joven, en 1543. Después de la muerte de Sangallo, en 1546, Raffaello da Montelupo fue llamado para terminar el palacio, el cual, sin embargo, tras las defunciones de Crispo y de Raffaello en 1566, permanecía inacabado.
Las investigaciones históricas indican que Crispo fue también probable propietario del Palazzo Nobile, de Roma, un palacio originalmente destinado al Cardenal Thomas Wolsey, en 1507, antes de pasar a la familia Aldobrandini. Crispo probablemente encargó los 400 metros cuadrados de frescos del palacio, que celebran la vida de Paulo III.
Fallecido Paulo III, Crispo participó en los cónclaves de 1549-1550, (como administrador de Amalfi en la época), abril de 1555 (como administrador de Sessa Aurunca y de Amalfi), mayo de 1555, 1559, 1565-1566 (como cardenal-obispo de Sabina).
Muerto en Sutri a los 68 años de edad, fue enterrado inicialmente ahí en la Concatedral de Santa María Asunta, posteriormente fue trasladado a la iglesia de Capranica.